# Adalbert Ricken
Adalbert Ricken (Fulda, 18 de março de 1851 - Fritzlar, Hesse, 1 de março de 1921) foi um micologista alemão.

## Vida
Frequentou o seminário para padres católicos romanos em Fulda e depois foi padre e capelão em vários locais da diocese de Fulda.
Ele fez contribuições na classificação de fungos e foi o autor de um livro popular sobre cogumelos chamado Vademecum für Pilzfreunde (edição digital da Universidade e Biblioteca Estadual de Düsseldorf). Outro trabalho notável de Ricken foi Die Blätterpilze (Agaricaceae) Deutschlands und der angrenzenden Länder, besonders Oesterreichs und der Schweiz (1915), uma publicação sobre fungos da família Agaricaceae que são nativos da Europa central.
O gênero Rickenella da família Repetobasidiaceae é nomeado em sua homenagem. Desde 1987, o "Adalbert Ricken Preis" é concedido pela Deutsche Gesellschaft für Mykologie para pesquisas feitas por jovens micologistas amadores.

## Publicações
- 1915: Die Blätterpilze (Agaricaceae) Deutschlands und der angrenzenden Länder, besonders Österreichs und der Schweiz'.
- 1918: Vademecum für Pilzfreunde. Quelle & Meyer, Leipzig 1918, Digitalisierte Ausgabe der Universitäts- und Landesbibliothek Düsseldorf.